# AMD FirePro
AMD FirePro era a marca de placas de vídeo da AMD projetadas para uso em workstations e servidores que executavam aplicativos profissionais de design auxiliado por computador (CAD), imagens geradas por computador (CGI), criação de conteúdo digital (DCC) e computação de alto desempenho/GPGPU. Os chips de GPU nas placas de vídeo da marca FirePro são idênticos aos usados nas placas de vídeo da marca Radeon. Os produtos finais (ou seja, a placa de vídeo) se diferenciam substancialmente pelos drivers de dispositivos gráficos fornecidos e pelo suporte profissional disponível para o software. A linha de produtos é dividida em duas categorias: série de estações de trabalho "W", com foco em estações de trabalho e foco principal em gráficos e exibição, e série de servidores "S", com foco em virtualização e GPGPU/computação de alto desempenho.
O lançamento da Radeon Pro Duo em abril de 2016 e o anúncio da Radeon Pro WX Series em julho de 2016 marcaram a sucessão da Radeon Pro como solução de placa de vídeo para estação de trabalho profissional da AMD. Radeon Instinct é a marca atual de servidores.
Os concorrentes incluíam a série de produtos da marca Quadro da Nvidia e, até certo ponto, da marca Tesla da Nvidia e os produtos da marca Xeon Phi da Intel.

## História
A linha FireGL foi originalmente desenvolvida pela empresa alemã Spea Software AG até ser adquirida pela Diamond Multimedia em novembro de 1995. A primeira placa FireGL usou o chip processador 3Dlabs GLINT 3D.
Marcas obsoletas são ATI FireGL, ATI FirePro 3D e AMD FireStream.
Em julho de 2016, a AMD anunciou que substituiria a marca FirePro pela Radeon Pro para estações de trabalho. A nova marca de servidores é Radeon Instinct.

## Características

### Suporte a vários monitores
O AMD Eyefinity pode suportar configurações de vários monitores. Uma placa gráfica pode suportar no máximo seis monitores; o número suportado depende do produto específico e do número de monitores DisplayPort. O driver do dispositivo facilita a configuração de diversos modos de grupos de exibição.

### Diferenças com a linha Radeon

Os drivers do modo de usuário, bem como os drivers do modo kernel para produtos AMD FirePro têm recursos adicionais e também (não descritos aqui) interfaces adicionais.

A linha FirePro foi projetada para uso intensivo de computação, criação de conteúdo multimídia (como editores de vídeo) e software de projeto de engenharia mecânica (como programas CAD). Suas contrapartes Radeon são adequadas para videogames e outros aplicativos de consumo. Como eles usam os mesmos drivers (Catalyst) e são baseados nas mesmas arquiteturas e chipsets, as principais diferenças se limitam essencialmente ao preço e ao desempenho de precisão dupla. No entanto, algumas placas FirePro podem ter grandes diferenças de recursos em relação à placa Radeon equivalente, como RAM ECC e diferentes saídas de vídeo físicas.
Desde a série 2007, os produtos FireGL/FirePro de ponta e ultra-ponta (baseados na arquitetura R600) implementaram oficialmente o processamento de fluxo. A linha de placas de vídeo Radeon, embora presente em hardware, não oferecia suporte para processamento de fluxo até a série HD 4000, onde o suporte beta ao OpenCL 1.0 é oferecido, e a série HD 5000 e posteriores, onde o suporte completo ao OpenCL 1.1 é oferecido.

### Heterogeneous System Architecture
O HSA tem como objetivo facilitar a programação para processamento de fluxo e/ou GPGPU em combinação com CPUs e DSPs. Todos os modelos que implementam a microarquitetura Graphics Core Next oferecem suporte a recursos de hardware definidos pela HSA Foundation e a AMD forneceu o software correspondente.

### FirePro DirectGMA

AMD DirectGMA é um recurso utilizável com produtos AMD FirePro.

- GPUOpen: Professional Compute não está mais no GPUOpen

### Mods suaves
Devido às semelhanças entre as placas FireGL e Radeon, alguns usuários fazem modificações leves em suas placas Radeon usando software de terceiros ou scripts automatizados acompanhados por um patch de driver FireGL modificado, para permitir recursos FireGL em seu hardware, obtendo efetivamente uma placa FireGL equivalente mais barata, geralmente com melhores recursos OpenGL, mas geralmente com metade da quantidade de memória de vídeo. Algumas variantes também podem ser modificadas suavemente para um processador de fluxo FireStream.
A tendência de soft-mods continuou com as placas FireGL da série 2007, como segue:
| Produto Radeon                                                                                       | GPU       | Modificação suave FireGL correspondente |
| --- | --------- | --------------------------------------- |
| Radeon HD 2900 XT (versão GDDR4 de 1 GB)                                                             | R600 XT   | FireGL V8600                            |
| Radeon HD 2900 GT                                                                                    | R600 GT   | FireGL V7600                            |
| Radeon HD 2600 XT (versão GDDR4 de 512 MB)                                                           | RV630 XT  | FireGL V5600                            |
| Radeon HD 2600 Pro                                                                                   | RV630 Pro | FireGL V3600                            |
| Radeon HD 3850/3870                                                                                  | RV670     | FireGL V7700 1 / FireStream 9170        |
| Radeon HD 4870                                                                                       | RV770     | FirePro V8700                           |
| * 1 Os produtos Radeon HD 3850/3870 não têm a saída DisplayPort apresentada no produto FireGL V7700. |           |                                         |

## Produtos

### Estação de trabalho

#### Placas FireGL pré-ATI
| Ano  | Fabricante | Modelo          | Chipset                                    | Memória (RAM)               | Tipo de barramento |
| ---- | ---------- | --------------- | ------------------------------------------ | --------------------------- | ------------------ |
| 1995 | SPEA       | FireGL          | 3Dlabs GLINT 300SX + S3 86C968/86c868      | 8 MB VRAM + 8-12 MB DRAM    | PCI                |
| 1997 | Diamond    | FireGL 1000     | 3DLabs Permedia + GLint Delta              | 4/8 MB                      | PCI                |
| 1997 | Diamond    | FireGL 1000 Pro | 3DLabs Permedia 2                          | 4/8 MB                      | AGP 2X             |
| 1996 | Diamond    | FireGL 2000     | 3Dlabs GLINT 300SX + S3 86C968/86c868      | 8 MB VRAM + 8-12 MB DRAM    | PCI                |
| 1997 | Diamond    | FireGL 3000     | 3Dlabs Glint 500TX + Glint Delta + ALG2564 | 8 MB VRAM + 8/16/32 MB      | PCI                |
| 1997 | Diamond    | FireGL 4000     | Mitsubishi 3Dpro/2MP + CL-GD5446           | 15 MB 3D RAM/ 4-16 MB CDRAM | PCI                |
|      | Diamond    | FireGL 5000     | Mitsubishi iMPAC-GE                        |                             |                    |
| 2000 | Diamond    | FireGL 1        | IBM Oasis Rasterizer (100 MHz)             | 32 MB SGR (100 MHz)         | AGP 2x             |
| 2000 | Diamond    | FireGL 2        | IBM RC1000 (120 MHz) + GT1000 (190 MHz)    | 64 MB DDR (120 MHz)         | AGP 4x             |
| 2001 | Diamond    | FireGL 3        | IBM RC1000 (120 MHz) + GT1000 (190 MHz)    | 128 MB DDR (120 MHz)        | AGP 4x Pro         |
| 2001 | Diamond    | FireGL 4        | IBM RC1000 (150 MHz) + GT1000 (205 MHz)    | 128 MB DDR (150 MHz)        | AGP 4x Pro         |

#### Série FireGL
| Modelo         | Lançamento       | Microarquitetura | Core                  | Fab (nm) | Interface de barramento | Core clock (MHz) | Clock de memória (MHz) | Core config        | Taxa de preenchimento | Taxa de preenchimento | Memória      | Memória                 | Memória            | Memória                     | Poder de processamento (GFLOPS) | Conformidade da API (versão) | Conformidade da API (versão) | Conformidade da API (versão) | Notas                                                                          |
| Modelo         | Lançamento       | Microarquitetura | Core                  | Fab (nm) | Interface de barramento | Core clock (MHz) | Clock de memória (MHz) | Core config        | Pixel (GP/s)          | Texture (GT/s)        | Tamanho (MB) | Largura de banda (GB/s) | Tipo de barramento | Largura do barramento (bit) | Single precision                | Direct3D                     | OpenGL                       | Vulkan                       | Notas                                                                          |
| -------------- | ---------------- | ---------------- | --------------------- | -------- | ----------------------- | ---------------- | ---------------------- | ------------------ | --------------------- | --------------------- | ------------ | ----------------------- | ------------------ | --------------------------- | ------------------------------- | ---------------------------- | ---------------------------- | ---------------------------- | ------------------------------------------------------------------------------ |
| FireGL 8700    | 2001             | R200             | Radeon 8500           | 150      | AGP                     | 250              | 270                    | 2:4:8:41           | 1                     | 2                     | 64           | 8.64                    | DDR                | 64 × 2                      | Desconhecido                    | 8.1                          | 1.4                          | —                            |                                                                                |
| FireGL 8800    | 2001             | R200             | Radeon 8500           | 150      | AGP                     | 300              | 290                    | 2:4:8:41           | 1.2                   | 2.4                   | 128          | 9.28                    | DDR                | 64 × 2                      | Desconhecido                    | 8.1                          | 1.4                          | —                            |                                                                                |
| FireGL T2-64   | 2003             | R300             | Radeon 9600 Pro       | 130      | AGP                     | 325              | 200                    | 2:4:4:41           | 1.3                   | 1.3                   | 64           | 6.4                     | DDR                | 128                         | Desconhecido                    | 9.0                          | 2.0                          | —                            |                                                                                |
| FireGL T2-128  | 2003             | R300             | Radeon 9600 Pro       | 130      | AGP                     | 400              | 320                    | 2:4:4:41           | 1.6                   | 1.6                   | 128          | 10.2                    | DDR                | 128                         | Desconhecido                    | 9.0                          | 2.0                          | —                            |                                                                                |
| FireGL Z1-128  | 2002             | R300             | Radeon 9500 Pro       | 150      | AGP                     | 325              | 310                    | 4:4:4:41           | 1.3                   | 1.3                   | 128          | 19.8                    | DDR                | 256                         | Desconhecido                    | 9.0                          | 2.0                          | —                            |                                                                                |
| FireGL X1-128  | 2002             | R300             | Radeon 9700           | 150      | AGP                     | 325              | 310                    | 4:8:8:81           | 2.6                   | 2.6                   | 128          | 19.8                    | DDR                | 256                         | Desconhecido                    | 9.0                          | 2.0                          | —                            |                                                                                |
| FireGL X1-256  | 2002             | R300             | Radeon 9700 Pro       | 150      | AGP Pro                 | 325              | 310                    | 4:8:8:81           | 2.6                   | 2.6                   | 256          | 19.8                    | DDR                | 256                         | Desconhecido                    | 9.0                          | 2.0                          | —                            |                                                                                |
| FireGL X2-256  | 2003             | R300             | Radeon 9800 Pro       | 150      | AGP                     | 380              | 350                    | 4:8:8:81           | 3.04                  | 3.04                  | 256          | 22.4                    | DDR2               | 256                         | Desconhecido                    | 9.0                          | 2.0                          | —                            |                                                                                |
| FireGL X2-256T | 2003             | R300             | Radeon 9800 XT        | 150      | AGP                     | 412              | 344                    | 4:8:8:81           | 3.3                   | 3.3                   | 256          | 22.0                    | DDR2               | 256                         | Desconhecido                    | 9.0                          | 2.0                          | —                            |                                                                                |
| FireGL X3-256  | 2004             | R300             | Radeon X800 XT        | 130      | AGP                     | 450              | 450                    | 6:12:12:121        | 5.4                   | 5.4                   | 256          | 28.8                    | GDDR3              | 256                         | Desconhecido                    | 9.0b                         | 2.0                          | —                            |                                                                                |
| FireGL V3100   | 2005             | R300             | Radeon X300 XT        | 110      | PCIe x16                | 400              | 200                    | 2:4:4:41           | 1.6                   | 1.6                   | 128          | 6.4                     | DDR                | 128                         | Desconhecido                    | 9.0                          | 2.0                          | —                            |                                                                                |
| FireGL V3200   | 2005             | R300             | Radeon X600 XT        | 130      | PCIe x16                | 500              | 400                    | 2:4:4:41           | 2                     | 2                     | 128          | 12.8                    | DDR2               | 128                         | Desconhecido                    | 9.0b                         | 2.0                          | —                            |                                                                                |
| FireGL V3300   | 2006             | R500             | Radeon 1300 Pro       | 90       | PCIe x16                | 600              | 400                    | 2:4:4:41           | 2.4                   | 2.4                   | 128          | 6.4                     | GDDR2              | 64                          | Desconhecido                    | 9.0c                         | 2.0                          | —                            |                                                                                |
| FireGL V3350   | 2006             | R500             | Radeon 1300 Pro       | 90       | PCIe x16                | 600              | 400                    | 2:4:4:41           | 2.4                   | 2.4                   | 256          | 6.4                     | GDDR2              | 64                          | Desconhecido                    | 9.0c                         | 2.0                          | —                            |                                                                                |
| FireGL V3400   | 2006             | R500             | Radeon 1600 Pro/XT    | 90       | PCIe x16                | 500              | 500                    | 5:12:4:41          | 2                     | 2                     | 128          | 16.0                    | GDDR3              | 128                         | Desconhecido                    | 9.0c                         | 2.0                          | —                            |                                                                                |
| FireGL V3600   | 2007             | Tera-Scale 1     | RV630 GL, HD 2600 Pro | 65       | PCIe x16                | 600              | 500                    | 1202(24×5):8:4:3   | 2.4                   | 4.8                   | 256          | 16.0                    | GDDR3              | 128                         | 144                             | 10                           | 3.3                          | —                            | Shader Model 4.0, APP Stream                                                   |
| FireGL V5000   | 2005             | R400             | Radeon X700 Pro/XT    | 130      | PCIe x16                | 425              | 430                    | 6:8:8:81           | 3.4                   | 3.4                   | 128          | 13.6                    | GDDR3              | 128                         | Desconhecido                    | 9.0b                         | 2.0                          | —                            |                                                                                |
| FireGL V5100   | 2005             | R400             | Radeon X800 Pro       | 130      | PCIe x16                | 450              | 350                    | 6:12:12:121        | 5.4                   | 5.4                   | 128          | 22.4                    | DDR                | 256                         | Desconhecido                    | 9.0b                         | 2.0                          | —                            |                                                                                |
| FireGL V5200   | 2005             | R500             | Radeon X1600 XT       | 90       | PCIe x16                | 600              | 700                    | 5:12:4:41          | 2.4                   | 2.4                   | 256          | 22.4                    | GDDR3              | 128                         | Desconhecido                    | 9.0c                         | 2.0                          | —                            |                                                                                |
| FireGL V5600   | 2007             | Tera-Scale 1     | R630 GL, HD 2600 XT   | 65       | PCIe                    | 800              | 1100                   | 1202(24×5):8:4:3   | 3.2                   | 6.4                   | 512          | 35.2                    | GDDR4              | 128                         | 192                             | 10                           | 3.3                          | —                            | Shader Model 4.0, APP Stream                                                   |
| FireGL V7100   | 2005             | R400             | Radeon X800 XT        | 130      | PCIe                    | 500              | 450                    | 6:16:16:161        | 8                     | 8                     | 256          | 28.8                    | GDDR3              | 256                         | Desconhecido                    | 9.0c                         | 2.0                          | —                            |                                                                                |
| FireGL V7200   | 2006             | R500             | Radeon X1800 XT       | 90       | PCIe ×16                | 600              | 650                    | 6:16:16:161        | 9.6                   | 9.6                   | 256          | 41.6                    | GDDR3              | 256                         | Desconhecido                    | 9.0c                         | 2.0                          | —                            |                                                                                |
| FireGL V7300   | 2006             | R500             | R520 GL, X1800 XT     | 90       | PCIe                    | 600              | 650                    | 6:16:16:161        | 9.6                   | 9.6                   | 512          | 41.6                    | GDDR3              | 256                         | Desconhecido                    | 9.0c                         | 2.0                          | —                            |                                                                                |
| FireGL V7350   | 2006             | R500             | R520 GL, X1800 XT     | 90       | PCIe                    | 600              | 650                    | 6:16:16:161        | 9.6                   | 9.6                   | 1024         | 41.6                    | GDDR3              | 256                         | Desconhecido                    | 9.0c                         | 2.0                          | —                            |                                                                                |
| FireGL V7400   | 2006 (cancelada) | R500             | Radeon X1950 Pro      | 80       | PCIe                    | 550?             | 650?                   | 8:36:16:161        | 19.8?                 | 19.8?                 | 512?         | 41.6?                   | GDDR3              | 256                         | Desconhecido                    | 9.0c                         | 2.0                          | —                            | nunca lançado, substituído pela série de 2007                                  |
| FireGL V7600   | 2007             | Tera-Scale 1     | R600 GL, HD 2900 GT   | 80       | PCIe                    | 600              | 800                    | 2402(48×5):12:12:3 | 9.6                   | 9.6                   | 512          | 51.2                    | GDDR3              | 256                         | 288                             | 10                           | 3.3                          | —                            | Shader Model 4.0, APP Stream                                                   |
| FireGL V7700   | 2007 (2008)      | Tera-Scale 1     | R670 GL, HD 3870      | 55       | PCIe 2.0                | 775              | 1125                   | 3202(64×5):16:16:4 | 12.4                  | 12.4                  | 512          | 72                      | GDDR4              | 256                         | 496                             | 10.1 (SM4.1)                 | 3.3                          | —                            | DisplayPort. Pode fazer cálculos de precisão dupla por meio do AMD Stream SDK. |
| FireGL V8600   | 2007             | Tera-Scale 1     | R600 GL, HD 2900 XT   | 80       | PCIe                    | 688              | 868                    | 3202(64×5):16:16:4 | 11.01                 | 11.01                 | 1024         | 111.1                   | GDDR4              | 512                         | 440.32                          | 10                           | 3.3                          | —                            | Shader Model 4.0, APP Stream                                                   |
| FireGL V8650   | 2007             | Tera-Scale 1     | R600 GL, HD 2900 XT   | 80       | PCIe                    | 688              | 868                    | 3202(64×5):16:16:4 | 11.01                 | 11.01                 | 2048         | 111.1                   | GDDR4              | 512                         | 440.32                          | 10                           | 3.3                          | —                            | Shader Model 4.0, APP Stream                                                   |

1 Vertex shaders: Sombreadores de pixel: Texture mapping units: Render output units

2 Shaders unificados: Texture mapping units: Render output units: Compute Units

#### Série FireMV (Multi-View)
| Modelo           | Lançamento      | Core     | Interface de barramento | Core clock (MHz) | Clock de memória (MHz) | Core config1 | Taxa de preenchimento (GT/s) | Memória      | Memória                 | Memória            | Memória                     | Conformidade da API (versão) | Conformidade da API (versão) | TDP / idle (Watts) | Notas                                     |
| Modelo           | Lançamento      | Core     | Interface de barramento | Core clock (MHz) | Clock de memória (MHz) | Core config1 | Taxa de preenchimento (GT/s) | Tamanho (MB) | Largura de banda (GB/s) | Tipo de barramento | Largura do barramento (bit) | Direct3D                     | OpenGL                       | TDP / idle (Watts) | Notas                                     |
| ---------------- | --------------- | -------- | ----------------------- | ---------------- | ---------------------- | ------------ | ---------------------------- | ------------ | ----------------------- | ------------------ | --------------------------- | ---------------------------- | ---------------------------- | ------------------ | ----------------------------------------- |
| FireMV 2200 PCI  | Janeiro de 2006 | RV280 GL | PCI                     | 240              | 200                    | 1:4:4:4      | 0.96                         | 64           | 3.2                     | DDR                | 64                          | 8.1                          | 1.4                          | 15                 | DMS-59 para saída dual DVI-D              |
| FireMV 2200 PCIe | Janeiro de 2006 | RV370    | PCIe ×16                | 324              | 196                    | 2:4:4:4      | 1.296                        | 128          | 3.2                     | DDR                | 64                          | 9.0                          | 2.1                          | 15                 | DMS-59 para saída dual DVI-D              |
| FireMV 2260      | Janeiro de 2008 | RV620    | PCIe 2.0 ×1/×16, PCI    | 600              | 500                    | 40(8×5):4:4  | 2.4                          | 256          | 32                      | DDR2               | 256                         | 10.1                         | 3.3                          | 15/8               | Dual DisplayPort (com adaptadores: DVI-D) |
| FireMV 2400 PCI  | Janeiro de 2008 | RV380    | PCI                     | 500              | 500                    | 2:4:4:4      | 2.0                          | 128          | 16                      | DDR                | 128                         | 9.0b                         | 2.1                          | 20                 | 2× VHDCI para saída DVI-D quádrupla, VGA  |
| FireMV 2400 PCIe | Janeiro de 2008 | RV380    | PCIe ×1                 | 500              | 500                    | 2:4:4:4      | 2.0                          | 256          | 16                      | DDR3               | 128                         | 9.0b                         | 2.1                          | 20                 | 2× VHDCI para saída DVI-D quádrupla, VGA  |

1 Vertex shaders: Sombreadores de pixel: Texture mapping units: Render output units

2 Shaders unificados: Texture mapping units: Render output units

#### Série FirePro (Multi-View)
| Modelo                  | Lançamento | Core                           | Fab (nm) | Transístores (milhões) | Tamanho do die (mm2) | Interface de barramento | Core clock (MHz) | Clock de memória (MHz) | Core config1     | Taxa de preenchimento | Taxa de preenchimento | Memória   | Memória                 | Memória            | Memória                     | Conformidade da API (versão) | Conformidade da API (versão) | TDP / idle (watts) | Notas                                                                    |
| Modelo                  | Lançamento | Core                           | Fab (nm) | Transístores (milhões) | Tamanho do die (mm2) | Interface de barramento | Core clock (MHz) | Clock de memória (MHz) | Core config1     | Pixel (GP/s)          | Texture (GT/s)        | Size (MB) | Largura de banda (GB/s) | Tipo de barramento | Largura do barramento (bit) | Direct3D                     | OpenGL (OpenCL)              | TDP / idle (watts) | Notas                                                                    |
| ----------------------- | ---------- | ------------------------------ | -------- | ---------------------- | -------------------- | ----------------------- | ---------------- | ---------------------- | ---------------- | --------------------- | --------------------- | --------- | ----------------------- | ------------------ | --------------------------- | ---------------------------- | ---------------------------- | ------------------ | ------------------------------------------------------------------------ |
| FirePro 2250            | 2007-01-01 | RV516                          | 80       | 107                    | 100                  | PCIe x1/x16             | 600              | 500                    | 2:4:4:4          | 2.4                   | 0.3                   | 256       | 32                      | DDR2               | 256                         | 9.0c                         | 2.1 (no)                     | 20/11              | DMS-59 para saída dual DVI-D                                             |
| FirePro 2270            | 2011-01-31 | Cedar GL (RV810)               | 40       | 292                    | 59                   | PCIe 2.1 x1/x16         | 600              | 600                    | 80(16×5):8:4:1   | 2.4                   | 4.8                   | 512 1024  | 9.6                     | GDDR3              | 64                          | 11.0                         | 4.3 (1.2)                    | 15/8 17/8          | DMS-59 para saída dupla: DP ou DVI-I ou D-sub                            |
| FirePro 2450 Multi-View | 2009-01-01 | 2× RV620 (Terascale 1)         | 55       | 2× 181                 | 2× 61                | PCIe 2.0 ×1/×16         | 600              | 600                    | 2× 40(8×5):4:4:1 | 2.4                   | 4.8                   | 512       | 38.4                    | GDDR3              | 256                         | 10.1                         | 3.3 (APP)                    | 36/18              | 2× VHDCI para saída quádrupla: DVI-I ou D-sub                            |
| FirePro 2460 Multi-View | 2010-04-01 | Cedar GL (RV810) (Tera-scale2) | 40       | 292                    | 59                   | PCIe 2.1 ×16            | 500              | 500                    | 80(16×5):8:4:1   | 2.0                   | 4.0                   | 512       | 32                      | GDDR5              | 64                          | 11.0                         | 4.3 (1.2)                    | 17/13              | 4× Mini DP para saída quádrupla: DP ou DVI-D, UVD2, PowerPlay, Eyefinity |

#### Série FirePro 3D (V000)
| Modelo           | Lançamento             | Microarquitetura | Codinome               | Fab (nm) | Transístores (milhões) | Tamanho do die (mm2) | Interface de barramento | Taxa de clock | Taxa de clock | Core config1         | Taxa de preenchimento | Taxa de preenchimento | Memória      | Memória                 | Memória            | Memória                     | Poder de processamento (GFLOPS) | Poder de processamento (GFLOPS) | Conformidade da API (versão) | Conformidade da API (versão) | Conformidade da API (versão) | Conformidade da API (versão) | TDP (Watts) | Notas                      |
| Modelo           | Lançamento             | Microarquitetura | Codinome               | Fab (nm) | Transístores (milhões) | Tamanho do die (mm2) | Interface de barramento | Core (MHz)    | Memory (MHz)  | Core config1         | Pixel (GP/s)          | Texture (GT/s)        | Tamanho (MB) | Largura de banda (GB/s) | Tipo de barramento | Largura do barramento (bit) | Single precision                | Double precision                | Direct3D                     | OpenGL                       | OpenCL                       | Vulkan                       | TDP (Watts) | Notas                      |
| ---------------- | ---------------------- | ---------------- | ---------------------- | -------- | ---------------------- | -------------------- | ----------------------- | ------------- | ------------- | -------------------- | --------------------- | --------------------- | ------------ | ----------------------- | ------------------ | --------------------------- | ------------------------------- | ------------------------------- | ---------------------------- | ---------------------------- | ---------------------------- | ---------------------------- | ----------- | -------------------------- |
| FirePro 3D V3700 | 8 de agosto de 2008    | Terascale 1      | RV620 PRO              | 55       | 181                    | 67                   | PCIe 2.0 ×16            | 800           | 950           | 40(8×5):4:4:2        | 3.2                   | 3.2                   | 256          | 15.2                    | GDDR3              | 64                          | 64                              | -                               | 10.1                         | 3.3 SM4.1                    | Apenas APP Stream            | —                            | 32          | UVD+, PowerPlay            |
| FirePro 3D V3750 | 11 de setembro de 2008 | Terascale 1      | RV730 PRO              | 55       | 514                    | 146                  | PCIe 2.0 ×16            | 550           | 750           | 320(64×5):32:8:4     | 4.4                   | 17.6                  | 256          | 24                      | GDDR3              | 128                         | 352                             | -                               | 10.1                         | 3.3                          | 1.0                          | —                            | 48          | UVD+, PowerPlay            |
| FirePro 3D V3800 | 26 de abril de 2010    | TeraScale 2      | Redwood Pro GL (RV830) | 40       | 627                    | 104                  | PCIe 2.1 ×16            | 650           | 900           | 400(80×5):20:8:5     | 5.2                   | 13                    | 512          | 14.4                    | GDDR3              | 64                          | 520                             | ?                               | 11.0                         | 4.3 SM5.0                    | 1.2                          | —                            | 43          | UVD2, PowerPlay, Eyefinity |
| FirePro 3D V4800 | 26 de abril de 2010    | TeraScale 2      | Redwood XT GL (RV830)  | 40       | 672                    | 104                  | PCIe 2.1 ×16            | 775           | 9002          | 400(80×5):20:8:5     | 6.2                   | 15.5                  | 1024         | 57.6                    | GDDR52             | 128                         | 620                             | ?                               | 11.0                         | 4.3                          | 1.2                          | —                            | 69          | UVD2, PowerPlay, Eyefinity |
| FirePro 3D V5700 | 8 de agosto de 2008    | TeraScale 1      | RV730 XT               | 55       | 514                    | 146                  | PCIe 2.0 ×16            | 700           | 900           | 320(64×5):32:8:4     | 5.6                   | 22.4                  | 512          | 28.8                    | GDDR3              | 128                         | 448                             | -                               | 10.1                         | 3.3                          | 1.0                          | —                            | 58          | UVD2, PowerPlay            |
| FirePro 3D V5800 | 26 de abril de 2010    | TeraScale 2      | Juniper XT GL (RV840)  | 40       | 1040                   | 166                  | PCIe 2.1 ×16            | 700           | 10002         | 800(160×5):40:16:10  | 11.2                  | 28                    | 1024         | 64                      | GDDR52             | 128                         | 1120                            | -                               | 11.0                         | 4.3                          | 1.2                          | —                            | 74          | UVD2, PowerPlay, Eyefinity |
| FirePro 3D V7750 | 27 de março de 2009    | TeraScale 1      | RV730 XTX              | 55       | 514                    | 146                  | PCIe 2.0 ×16            | 800           | 900           | 320(64×5):32:8:4     | 6.4                   | 25.6                  | 1024         | 28.8                    | GDDR3              | 128                         | 512                             | -                               | 10.1                         | 3.3                          | 1.0                          | —                            | 76          | UVD2, PowerPlay            |
| FirePro 3D V7800 | 26 de abril de 2010    | TeraScale 2      | Cypress Pro GL (RV870) | 40       | 2154                   | 334                  | PCIe 2.1 ×16            | 700           | 10002         | 1440(288×5):72:32:18 | 22.4                  | 50.4                  | 2048         | 128                     | GDDR52             | 256                         | 2016                            | 403.2                           | 11.0                         | 4.3                          | 1.2                          | —                            | 138         | UVD2, PowerPlay, Eyefinity |
| FirePro 3D V8700 | 11 de setembro de 2008 | TeraScale 1      | RV770 XT               | 55       | 956                    | 256                  | PCIe 2.1 ×16            | 750           | 8502          | 800(160×5):40:16:10  | 12                    | 30                    | 1024         | 108.8                   | GDDR52             | 256                         | 1200                            | 240                             | 10.1                         | 3.3                          | 1.0                          | —                            | 151         | UVD2, PowerPlay            |
| FirePro 3D V8750 | 28 de julho de 2009    | TeraScale 1      | RV770 XT               | 55       | 956                    | 256                  | PCIe 2.1 ×16            | 750           | 9002          | 800(160×5):40:16:10  | 12                    | 30                    | 2048         | 115.2                   | GDDR52             | 256                         | 1200                            | 240                             | 10.1                         | 3.3                          | 1.0                          | —                            | 154         | UVD2, PowerPlay            |
| FirePro 3D V8800 | 7 de abril de 2010     | TeraScale 2      | Cypress XT GL (RV870)  | 40       | 2154                   | 334                  | PCIe 2.1 ×16            | 825           | 11502         | 1600(320×5):80:32:20 | 26.4                  | 66                    | 2048         | 147.2                   | GDDR52             | 256                         | 2640                            | 528                             | 11.0                         | 4.3                          | 1.2                          | —                            | 208         | UVD2, PowerPlay, Eyefinity |
| FirePro 3D V9800 | 9 de setembro de 2010  | TeraScale 2      | Cypress XT GL (RV870)  | 40       | 2154                   | 334                  | PCIe 2.1 ×16            | 850           | 11502         | 1600(320×5):80:32:20 | 27.2                  | 68                    | 4096         | 147.2                   | GDDR52             | 256                         | 2720                            | 544                             | 11.0                         | 4.3                          | 1.2                          | —                            | 225         | UVD2, PowerPlay, Eyefinity |

1 Shaders unificados: Texture mapping units: Render output units: Compute Units

2 A taxa efetiva de transferência de dados do GDDR5 é o quádruplo do seu clock nominal, em vez do dobro como acontece com outras memórias DDR

3 Suporte para Windows 7, 8.1, 10 para placas Fire Pro com Terascale 2 e posterior pelo driver firepro 15.301.2601

#### Série FirePro (Vx900)
| Modelo        | Lançamento             | Microarquitetura | Codinome      | Fab (nm) | Interface de barramento | Taxa de clock | Taxa de clock | Core config1         | Taxa de preenchimento | Taxa de preenchimento | Memória       | Memória                 | Memória            | Memória                     | Poder de processamento (GFLOPS) | Poder de processamento (GFLOPS) | Conformidade da API (versão) | Conformidade da API (versão) | Conformidade da API (versão) | Conformidade da API (versão) | TDP (Watts) | Notas                                    |
| Modelo        | Lançamento             | Microarquitetura | Codinome      | Fab (nm) | Interface de barramento | Core (MHz)    | Memória (MHz) | Core config1         | Pixel (GP/s)          | Texture (GT/s)        | Tamanho (GiB) | Largura de banda (GB/s) | Tipo de barramento | Largura do barramento (bit) | Single precision                | Double precision                | Direct3D                     | OpenGL                       | OpenCL                       | Vulkan                       | TDP (Watts) | Notas                                    |
| ------------- | ---------------------- | ---------------- | ------------- | -------- | ----------------------- | ------------- | ------------- | -------------------- | --------------------- | --------------------- | ------------- | ----------------------- | ------------------ | --------------------------- | ------------------------------- | ------------------------------- | ---------------------------- | ---------------------------- | ---------------------------- | ---------------------------- | ----------- | ---------------------------------------- |
| FirePro V3900 | 7 de fevereiro de 2012 | TeraScale 2      | Turks GL      | 40       | PCIe 2.1 ×16            | 650           | 900           | 480(96×5):24:8:6     | 5.2                   | 15.6                  | 1             | 28.8                    | GDDR3              | 128                         | 624                             | -                               | 11.0                         | 4.3                          | 1.2                          | —                            | 50          | HD3D, UVD3, DP 1.2, PowerPlay, Eyefinity |
| FirePro V4900 | 1 de novembro de 2011  | TeraScale 2      | Turks XT GL   | 40       | PCIe 2.1 ×16            | 800           | 1000          | 480(96×5):24:8:6     | 6.4                   | 19.2                  | 1             | 64                      | GDDR52             | 128                         | 768                             | -                               | 11.0                         | 4.3                          | 1.2                          | —                            | <75 max     | HD3D, UVD3, DP 1.2, PowerPlay, Eyefinity |
| FirePro V5900 | 24 de maio de 2011     | TeraScale 3      | Cayman LE GL  | 40       | PCIe 2.1 ×16            | 600           | 5002          | 512(128×4):32:32:8   | 19.2                  | 19.2                  | 2             | 64                      | GDDR52             | 256                         | 610                             | 154                             | 11.0                         | 4.3                          | 1.2                          | —                            | <75 max     | HD3D, UVD3, DP 1.2, PowerPlay, Eyefinity |
| FirePro V7900 | 24 de maio de 2011     | TeraScale 3      | Cayman Pro GL | 40       | PCIe 2.1 ×16            | 725           | 12502         | 1280(320×4):80:32:20 | 23.2                  | 58                    | 2             | 160                     | GDDR52             | 256                         | 1860                            | 464                             | 11.0                         | 4.3                          | 1.2                          | —                            | <150 max    | HD3D, UVD3, DP 1.2, PowerPlay, Eyefinity |

1 Shaders unificados: Texture mapping units: Render output units: Compute Units

2 A taxa efetiva de transferência de dados do GDDR5 é o quádruplo do seu clock nominal, em vez do dobro como acontece com outras memórias DDR.

3 Suporte para Windows 7, 8.1 para OpenGL 4.4 e OpenCL 2.0, quando o hardware é preparado com o driver firepro 14.502.1045

#### Série de FirePro Workstation (Wx000)
- Vulkan 1.0 e OpenGL 4.5 possíveis para GCN com atualização de driver FirePro igual a Radeon Crimson 16.3 ou superior.[47][48]
- Vulkan 1.1 possível para GCN com Radeon Pro Software 18. Q1.1 ou superior. Pode não se aplicar totalmente às GPUs GCN 1.0 ou 1.1.[49]

| Modelo        | Lançamento          | Microarquitetura | Codinome          | Fab (nm) | Interface de barramento | Taxa de clock | Taxa de clock | Core config1   | Taxa de preenchimento | Taxa de preenchimento | Memória       | Memória                 | Memória            | Memória                     | Poder de processamento (GFLOPS) | Poder de processamento (GFLOPS) | Conformidade da API (versão) | Conformidade da API (versão) | Conformidade da API (versão) | Conformidade da API (versão) | TDP (Watts) | Notas                                      |
| Modelo        | Lançamento          | Microarquitetura | Codinome          | Fab (nm) | Interface de barramento | Core (MHz)    | Memória (MHz) | Core config1   | Pixel (GP/s)          | Texture (GT/s)        | Tamanho (GiB) | Largura de banda (GB/s) | Tipo de barramento | Largura do barramento (bit) | Single precision                | Double precision                | Direct3D                     | OpenGL                       | OpenCL                       | Vulkan                       | TDP (Watts) | Notas                                      |
| ------------- | ------------------- | ---------------- | ----------------- | -------- | ----------------------- | ------------- | ------------- | -------------- | --------------------- | --------------------- | ------------- | ----------------------- | ------------------ | --------------------------- | ------------------------------- | ------------------------------- | ---------------------------- | ---------------------------- | ---------------------------- | ---------------------------- | ----------- | ------------------------------------------ |
| FirePro W600  | 13 de junho de 2012 | GCN 1st gen      | Cape Verde Pro GL | 28       | PCIe 3.0 x16            | 750           | 1000          | 512:32:16:8    | 12.0                  | 24.0                  | 2             | 64                      | GDDR5              | 128                         | 768                             | Up to 55                        | 11.1/12                      | 4.5                          | 1.2                          | 1.0                          | 75          | 6× Mini DisplayPort                        |
| FirePro W5000 | 13 de junho de 2012 | GCN 1st gen      | Pitcairn LE GL    | 28       | PCIe 3.0 x16            | 825           | 800           | 768:48:32:12   | 26.4                  | 39.6                  | 2             | 102.4                   | GDDR5              | 256                         | 1267.2                          | 79.2                            | 11.1/12                      | 4.5                          | 1.2                          | 1.0                          | <75         | 2× DisplayPort, 1× DVI-I                   |
| FirePro W7000 | 13 de junho de 2012 | GCN 1st gen      | Pitcairn XT GL    | 28       | PCIe 3.0 x16            | 950           | 1200          | 1280:80:32:20  | 30.4                  | 76.0                  | 4             | 153.6                   | GDDR5              | 256                         | 2432                            | 152                             | 11.1/12                      | 4.5                          | 1.2                          | 1.0                          | <150        | 4× DisplayPort                             |
| FirePro W8000 | 14 de junho de 2012 | GCN 1st gen      | Tahiti PRO GL     | 28       | PCIe 3.0 x16            | 900           | 1375          | 1792:112:32:28 | 28.8                  | 100.8                 | 4             | 176                     | GDDR5              | 256                         | 3225.6                          | 806.4                           | 11.1/12                      | 4.5                          | 1.2                          | 1.0                          | <225        | ECC RAM, 4× DisplayPort + SDI-Link         |
| FirePro W9000 | 14 de junho de 2012 | GCN 1st gen      | Tahiti XT GL      | 28       | PCIe 3.0 x16            | 975           | 1375          | 2048:128:32:32 | 31.20                 | 124.8                 | 6             | 264                     | GDDR5              | 384                         | 3993.6                          | 998.4                           | 11.1/12                      | 4.5                          | 1.2                          | 1.0                          | 274         | ECC RAM, seis mini-DisplayPorts + SDI-Link |

1 Shaders unificados: Texture mapping units: Render output units : Compute Units

2 A taxa efetiva de transferência de dados do GDDR5 é o quádruplo do seu clock nominal, em vez do dobro como acontece com outras memórias DDR.

3 OpenGL 4.4: suporte com o driver AMD FirePro versão 14.301.000 ou posterior, nas notas de rodapé das especificações

#### Série FirePro D
Em 2014, a AMD lançou a Série D especificamente para workstations Mac Pro.
| Modelo       | Lançamento            | Microarquitetura | Codinome       | Fab (nm) | Interface de barramento | Taxa de clock | Taxa de clock | Core config1   | Taxa de preenchimento | Taxa de preenchimento | Memóra        | Memóra                  | Memóra             | Memóra                      | Processing power (GFLOPS) | Processing power (GFLOPS) | Conformidade da API (versão) | Conformidade da API (versão) | Conformidade da API (versão) | Conformidade da API (versão) | TDP (Watts) | Notas |
| Modelo       | Lançamento            | Microarquitetura | Codinome       | Fab (nm) | Interface de barramento | Core (MHz)    | Memóra (MHz)  | Core config1   | Pixel (GP/s)          | Texture (GT/s)        | Tamanho (GiB) | Largura de banda (GB/s) | Tipo de barramento | Largura do barramento (bit) | Single precision          | Double precision          | Direct3D                     | OpenGL                       | OpenCL                       | Vulkan                       | TDP (Watts) | Notas |
| ------------ | --------------------- | ---------------- | -------------- | -------- | ----------------------- | ------------- | ------------- | -------------- | --------------------- | --------------------- | ------------- | ----------------------- | ------------------ | --------------------------- | ------------------------- | ------------------------- | ---------------------------- | ---------------------------- | ---------------------------- | ---------------------------- | ----------- | ----- |
| FirePro D300 | 18 de janeiro de 2014 | Southern Islands | Pitcairn XT GL | 28       | PCIe 3.0 ×16            | 850           | 1270          | 1280:80:32:20  |                       |                       | 2             | 162.6                   | GDDR5              | 256                         | 2176                      | 136                       | 11.1                         | 4.6                          | 1.2                          | 1.1.101                      | 150         |       |
| FirePro D500 | 18 de janeiro de 2014 | Southern Islands | Tahiti LE GL   | 28       | PCIe 3.0 ×16            | 725           | 1270          | 1536:96:32:24  |                       |                       | 3             | 243.8                   | GDDR5              | 384                         | 2227                      | 556.8                     | 11.1                         | 4.6                          | 1.2                          | 1.1.101                      | 274         |       |
| FirePro D700 | 18 de janeiro de 2014 | Southern Islands | Tahiti XT GL   | 28       | PCIe 3.0 ×16            | 850           | 1370          | 2048:128:32:32 |                       |                       | 6             | 263                     | GDDR5              | 384                         | 3482                      | 870.4                     | 11.1                         | 4.6                          | 1.2                          | 1.1.101                      | 274         |       |

1 Shaders unificados: Texture mapping units: Render output units: compute units

#### Série FirePro Workstation (Wx100)
- Vulkan 1.0 e OpenGL 4.5 são possíveis para GCN com atualização de driver FirePro igual a Radeon Crimson 16.3 ou superior.[47][48] OpenCL 2.1 e 2.2 são possíveis para todas as placas OpenCL 2.0 com atualização de driver futura (Khronos). O suporte Linux para OpenCL é limitado, com o driver AMDGPU 16.60 sendo atualizado para a versão 1.2.[61]
- Vulkan 1.1 possível para GCN com Radeon Pro Software 18.Q1.1 ou superior. Pode não se aplicar totalmente a GPUs GCN 1.0 ou 1.1.[49]

| Modelo        | Lançamento           | Microarquitetura | Codinome      | Fab (nm) | Interface de barramento | Taxa de clock | Taxa de clock | Core config1   | Taxa de preenchimento | Taxa de preenchimento | Memóra        | Memóra                  | Memóra             | Memóra                      | POder de processamento (GFLOPS) | POder de processamento (GFLOPS) | Conformidade da API (versão) | Conformidade da API (versão) | Conformidade da API (versão) | Conformidade da API (versão) | TDP (Watts) | Notas                                                               |
| Modelo        | Lançamento           | Microarquitetura | Codinome      | Fab (nm) | Interface de barramento | Core (MHz)    | Memória (MHz) | Core config1   | Pixel (GP/s)          | Texture (GT/s)        | Tamanho (GiB) | Largura de banda (GB/s) | Tipo de barramento | Largura do barramento (bit) | Single precision                | Double precision                | Direct3D                     | OpenGL                       | OpenCL                       | Vulkan                       | TDP (Watts) | Notas                                                               |
| ------------- | -------------------- | ---------------- | ------------- | -------- | ----------------------- | ------------- | ------------- | -------------- | --------------------- | --------------------- | ------------- | ----------------------- | ------------------ | --------------------------- | ------------------------------- | ------------------------------- | ---------------------------- | ---------------------------- | ---------------------------- | ---------------------------- | ----------- | ------------------------------------------------------------------- |
| FirePro W2100 | 13 de agosto de 2014 | GCN 1st gen      | Oland XT      | 28       | PCIe 3.0 x8             | 630           | 900           | 320:20:8:5     | 5.04                  | 12.6                  | 2             | 28.8                    | DDR3               | 128                         | 403.2                           | 25.5                            | 11.2a/12.0                   | 4.5                          | 2.0 (new)                    | 1.0                          | <26         | 2× saídas Standard DisplayPort DP 1.2a                              |
| FirePro W4100 | 13 de agosto de 2014 | GCN 1st gen      | Cape Verde    | 28       | PCIe 3.0 ×16            | 630           | 1125          | 512:32:16:8    | 10.08                 | 20.16                 | 2             | 72                      | GDDR5              | 128                         | 645.1                           | 40.3                            | 11.2a/12.0                   | 4.5                          | 2.0 (new)                    | 1.0                          | <50         | 4× saídas Standard Mini-DP 1.2a                                     |
| FirePro W5100 | 13 de agosto de 2014 | GCN 2nd gen      | Bonaire Pro   | 28       | PCIe 3.0 ×16            | 930           | 1500          | 768:48:16:12   | 14.88                 | 44.64                 | 4             | 96                      | GDDR5              | 128                         | 1430                            | 89.2                            | 11.2b/12.0                   | 4.5                          | 2.0                          | 1.0                          | <75         | DirectGMA, GeometryBoost, 4 DP 1.2a, incluindo Adaptive-Sync e HBR2 |
| FirePro W7100 | 13 de agosto de 2014 | GCN 3rd gen      | Tonga Pro GL  | 28       | PCIe 3.0 ×16            | 920           | 1400          | 1792:112:32:28 | 29.4                  | 103                   | 8             | 160                     | GDDR5              | 256                         | 3297                            | 206                             | 11.2b/12.0                   | 4.5                          | 2.0                          | 1.1                          | <150        | DirectGMA, GeometryBoost, 4 DP 1.2a, incluindo Adaptive-Sync e HBR2 |
| FirePro W8100 | 26 de junho de 2014  | GCN 2nd gen      | Hawaii Pro GL | 28       | PCIe 3.0 ×16            | 824           | 1250          | 2560:160:64:40 | 52.7                  | 145                   | 8             | 320                     | GDDR5              | 512                         | 4218.9                          | 2109.45                         | 11.2b/12.0                   | 4.5                          | 2.0                          | 1.0                          | 220         | ECC RAM, 4 DP + SDI-Link                                            |
| FirePro W9100 | 26 de março de 2014  | GCN 2nd gen      | Hawaii XT     | 28       | PCIe 3.0 ×16            | 930           | 1250          | 2816:176:64:44 | 59.5                  | 163.7                 | 16 32         | 320                     | GDDR5              | 512                         | 5237.8                          | 2618.9                          | 11.2b/12.0                   | 4.5                          | 2.0                          | 1.0                          | 275         | ECC RAM, 6× Mini DisplayPort + SDI-Link                             |

1 Shaders unificados: Texture mapping units: Render output units: compute units

2 A taxa efetiva de transferência de dados do GDDR5 é o quádruplo do seu clock nominal, em vez do dobro como acontece com outras memórias DDR.

3 OpenGL 4.4: suporte com o driver AMD FirePro versão 14.301.000 ou posterior, nas notas de rodapé das especificações

#### Série FirePro Workstation (Wx300)
- Vulkan 1.1 possível para GCN com Radeon Pro Software 18.Q1.1 ou superior. Pode não se aplicar totalmente a GPUs GCN 1.0 ou 1.1.[49]

| Modelo        | Lançamento           | Codinome                  | Fab (nm) | Interface de barramento | Taxa de clock | Taxa de clock | Core config1 | Taxa de preenchimento | Taxa de preenchimento | Memória       | Memória                 | Memória            | Memória                     | Poder de processamento (GFLOPS) | Poder de processamento (GFLOPS) | Conformidade da API (versão) | Conformidade da API (versão) | Conformidade da API (versão) | Conformidade da API (versão) | TDP (Watts) | Notas                                       |
| Modelo        | Lançamento           | Codinome                  | Fab (nm) | Interface de barramento | Core (MHz)    | Memória (MHz) | Core config1 | Pixel (GP/s)          | Texture (GT/s)        | Tamanho (GiB) | Largura de banda (GB/s) | Tipo de barramento | Largura do barramento (bit) | Single precision                | Double precision                | Direct3D                     | OpenGL                       | OpenCL                       | Vulkan                       | TDP (Watts) | Notas                                       |
| ------------- | -------------------- | ------------------------- | -------- | ----------------------- | ------------- | ------------- | ------------ | --------------------- | --------------------- | ------------- | ----------------------- | ------------------ | --------------------------- | ------------------------------- | ------------------------------- | ---------------------------- | ---------------------------- | ---------------------------- | ---------------------------- | ----------- | ------------------------------------------- |
| FirePro W4300 | 1 de dezembro d 2015 | Bonaire PRO (GCN 2nd Gen) | 28       | PCIe 3.0 x16            | 930           | 1500          | 768:48:16:12 | 14.88                 | 44.64                 | 4             | 96                      | GDDR5              | 128                         | 1428.5                          | 89.3                            | 11.2/12.0 SM 5.0             | 4.5                          | 2.0 (2.1 beta, 2.2 possível) | 1.0                          | <50         | 4 saídas Mini DisplayPort 1.2a, low profile |

### GPUs Mobile workstation

#### Série Mobility FireGL
| Modelo (Codinome)              | Lançamento | Arquitetura e Fab   | Core       | Core       | Taxa de preenchimento | Taxa de preenchimento | Poder de processamento (GFLOPS) | Memória      | Memória                            | Memória     | Memória                 | Interface do barramento | Notas                   |
| Modelo (Codinome)              | Lançamento | Arquitetura e Fab   | Config     | Core (MHz) | Texture (GT/s)        | Pixel (GP/s)          | Poder de processamento (GFLOPS) | Tamanho (MB) | Tipo e Largura do barramento (bit) | Clock (GHz) | Largura de banda (GB/s) | Interface do barramento | Notas                   |
| ------------------------------ | ---------- | ------------------- | ---------- | ---------- | --------------------- | --------------------- | ------------------------------- | ------------ | ---------------------------------- | ----------- | ----------------------- | ----------------------- | ----------------------- |
| Mobility FireGL 7800 (M7-GL)   | 29/09/2001 | R100 (150 nm)       | 0:2:2:2    | 280        | 0.56                  | 0.56                  | Desconhecido                    | 64           | DDR 128-bit                        | 200         | 6.4                     | AGP 4x                  | 27 Watt TDP             |
| Mobility FireGL 9000 (M9-GL)   | 01-01-2002 | R200 (150 nm)       | 1:4:4:4    | 250        | 1.0                   | 1.0                   | Desconhecido                    | 64           | DDR 128-bit                        | 200         | 6.4                     | AGP 4x                  |                         |
| Mobility FireGL T2 (M10-GL)    | 01-11-2003 | R300 (130 nm)       | 2:4:4:4    | 320        | 1.28                  | 1.28                  | Desconhecido                    | 128          | DDR 128-bit                        | 200         | 6.5                     | AGP 4x                  |                         |
| Mobility FireGL T2e (M11-GL)   | 01-08-2004 | R300 (130 nm)       | 2:4:4:4    | 450        | 1.8                   | 1.8                   | Desconhecido                    | 128          | DDR 128-bit                        | 225         | 7.2                     | AGP 4x                  |                         |
| Mobility FireGL V3100 (M22-GL) | 06-01-2004 | R300 (110 nm)       | 2:4:4:4    | 350        | 1.4                   | 1.4                   | Desconhecido                    | 128          | DDR 128-bit                        | 200         | 6.4                     | PCIe 1.0 x16            |                         |
| Mobility FireGL V3200 (M24-GL) | 06-01-2004 | R300 (130 nm)       | 2:4:4:4    | 400        | 1.6                   | 1.6                   | Desconhecido                    | 128          | DDR2 128-bit                       | 250         | 12.8                    | PCIe 1.0 x16            |                         |
| Mobility FireGL V5000 (M26-GL) | 02-03-2005 | R420 (110 nm)       | 6:8:8:8    | 350        | 2.8                   | 2.8                   | Desconhecido                    | 128          | GDDR3 128-bit                      | 425         | 13.6                    | PCIe 1.0 x16            |                         |
| Mobility FireGL V5200 (M56-GL) | 02-01-2006 | R520 (90 nm)        | 5:12:12:12 | 425        | 5.1                   | 5.1                   | Desconhecido                    | 256          | GDDR3 128-bit                      | 475         | 15.2                    | PCIe 1.0 x16            |                         |
| Mobility FireGL V5250 (M66-GL) | 01-01-2007 | R520 (90 nm)        | 5:12:12:12 | 450        | 5.4                   | 5.4                   | Desconhecido                    | 256          | GDDR3 128-bit                      | 350         | 11.2                    | PCIe 1.0 x16            |                         |
| Mobility FireGL V5600 (M76-GL) | 05-14-2007 | TeraScale 1 (65 nm) | 120:8:4    | 500        | 4.0                   | 2.0                   | 120.0                           | 256          | GDDR3 128-bit                      | 400         | 12.8                    | PCIe 2.0 x16            |                         |
| Mobility FireGL V5700 (M86-GL) | 01-07-2008 | Terascale 2 (55 nm) | 120:8:4    | 600        | 4.8                   | 2.4                   | 144                             | 512          | GDDR3 128-bit                      | 700         | 22.4                    | PCIe 2.0 x16            | no Lenovo ThinkPad W500 |
| Mobility FireGL V5725 (M86-GL) | 01-01-2009 | Terascale 2 (55 nm) | 120:8:4    | 680        | 5.44                  | 2.72                  | 163.2                           | 256          | GDDR3 128-bit                      | 800         | 25.6                    | PCIe 2.0 x16            |                         |

1. ↑  A taxa de preenchimento de textura é calculada como o número de Unidades de Mapeamento de Textura multiplicado pela velocidade do clock do núcleo base (ou de boost).
2. ↑  A taxa de preenchimento de pixels é calculada como o número de unidades de saída de renderização multiplicado pela velocidade do clock do núcleo base (ou de boost).
3. ↑  O desempenho de precisão é calculado a partir da velocidade do clock do núcleo base (ou de boost) com base em uma operação FMA.
4. 1 2 3 4 5 6 7 8 9  Vertex shaders: Shaders Unificados: Unidades de Mapeamento de Textura: Render Output Units
5. 1 2 3  Shaders Unificados: Unidades de Mapeamento de Textura: Render Output Units

#### Série FirePro Mobile
| Modelo (Codinome)               | Lançamento | Arquitetura e Fab   | Core             | Core       | Taxa de preenchimento | Taxa de preenchimento | Poder de processamento (GFLOPS) | Memória      | Memória                            | Memória     | Memória                 | Interface do barramento | Notas |
| Modelo (Codinome)               | Lançamento | Arquitetura e Fab   | Config (CU)      | Core (MHz) | Texture (GT/s)        | Pixel (GP/s)          | Poder de processamento (GFLOPS) | Tamanho (MB) | Tipo e Largura do barramento (bit) | Clock (GHz) | Largura de banda (GB/s) | Interface do barramento | Notas |
| ------------------------------- | ---------- | ------------------- | ---------------- | ---------- | --------------------- | --------------------- | ------------------------------- | ------------ | ---------------------------------- | ----------- | ----------------------- | ----------------------- | --- |
| FirePro M5725 (M96 GL)          | 01-01-2009 | Terascale 2 (55 nm) | 320:32:8 (3)     | 680        | 21.6                  | 5.4                   | 432                             | 256          | GDDR3 128-bit                      | 800         | 25.6                    | PCIe 2.0 x16            | |
| FirePro M5800 (Madison XT GL)   | 01-03-2010 | Terascale 2 (40 nm) | 400:20:8 (5)     | 650        | 13                    | 5.2                   | 520                             | 1024         | GDDR5 128-bit                      | 800         | 25.6                    | PCIe 2.0 x16            | HP EliteBook 8540w |
| FirePro M3900 (Seymour XT)      | 13-04-2011 | Terascale 2 (40 nm) | 160:8:4 (2)      | 700        | 6.0                   | 3.0                   | 224                             | 1024         | DDR3 64-bit                        | 900         | 14.4                    | PCIe 2.1 x16            | HP Elitebook 8460w |
| FirePro M5950 (Whistler XT)     | 04-01-2011 | Terascale 2 (40 nm) | 480:24:8 (6)     | 725        | 17.4                  | 5.8                   | 696                             | 1024         | GDDR5 128-bit                      | 900         | 57.6                    | PCIe 2.1 x16            | Dell Precision M4600, HP EliteBook 8560w |
| FirePro M7740 (M97XT GL)        | 04-08-2009 | Terascale 1 (40 nm) | 640:32:16 (8)    | 650        | 20.8                  | 10.4                  | 832                             | 1024         | GDDR5 128-bit                      | 1000        | 64                      | PCIe 2.0 x16            | Dell Precision M6400 e M6500 |
| FirePro M7820 (Juniper XT)      | 01-05-2010 | Terascale 2 (40 nm) | 800:40:16 (10)   | 700        | 28                    | 11.2                  | 1120                            | 1024         | GDDR5 128-bit                      | 1000        | 64                      | PCIe 2.0 x16            | Dell Precision M6500, HP EliteBook 8740w |
| FirePro M8900 (Blackcomb XT GL) | 12-04-2011 | Terascale 2 (40 nm) | 960:48:32 (12)   | 680        | 32.64                 | 21.76                 | 1310                            | 2048         | GDDR5 256-bit                      | 900         | 115.2                   | PCIe 2.1 x16            | Dell Precision M6600 |
| FirePro M2000 (Turks GL)        | 01-07-2012 | Terascale 2 (40 nm) | 480:24:8 (6)     | 500        | 12                    | 4                     | 480                             | 1024         | GDDR5 64-bit                       | 800         | 25.6                    | PCIe 2.1 x16            | HP EliteBook 8470w |
| FirePro M4000 (Chelsea XT GL)   | 27-06-2012 | GCN 1st gen (28 nm) | 512:32:16 (8)    | 600        | 19.2                  | 9.6                   | 614                             | 2048         | GDDR5 128-bit                      | 1000        | 51.2                    | PCIe 2.1 x16            | HP EliteBook 8570w, HP EliteBook 8770w, Dell Precision M4700 (por exemplo, Consumer HD7700M Serie DevID 682D)                                                                                           |
| FirePro M6000 (Heathrow XT GL)  | 27-06-2012 | GCN 1st gen (28 nm) | 640:40:16 (10)   | 800        | 30                    | 12                    | 960                             | 2048         | GDDR5 128-bit                      | 1000        | 64                      | PCIe 3.0 x16            | Dell Precision M6700 |
| FirePro M4100 (Mars)            | 16-10-2013 | GCN 1st gen (28 nm) | 384:24:8 (6)     | 670        | 16.1                  | 5.4                   | 514                             | 2048         | GDDR5 128-bit                      | 1000        | 64                      | PCIe 3.0 x16            | HP ZBook 14 |
| FirePro W4170M (Mars XTX)       | 28-04-2014 | GCN 1st gen (28 nm) | 384:24:8 (6)     | 825        | 19.8                  | 6.6                   | 691.2                           | 2048         | GDDR5 128-bit                      | 1125        | 72                      | PCIe 3.0 x16            | Dell Precision M2800, HP ZBook 15u G2 |
| FirePro W4190M (Opal)           | 12-11-2015 | GCN 1st gen (28 nm) | 384:24:8 (6)     | 825        | 19.8                  | 6.6                   | 634                             | 2048         | GDDR5 128-bit                      | 900         | 72                      | PCIe 3.0 x16            | HP ZBook 15u G3, MXM-3-A, OpenGL 4.6, OpenCL 2.0, TDP 25W |
| FirePro M5100 (Venus XT)        | 16-10-2013 | GCN 1st gen (28 nm) | 640:40:16 (10)   | 775        | 31                    | 12.4                  | 992                             | 2048         | GDDR5 128-bit                      | 1125        | 72                      | PCIe 3.0 x16            | Dell Precision M4800, Panasonic Toughbook 54, HP ZBook 15 G2 (por exemplo, R9 M200X Serie DevID 6821)                                                                                                   |
| FirePro W5130M (Tropo LE)       | 02-10-2015 | GCN 1st gen (28 nm) | 512:32:16 (8)    | até 925    | 28.8                  | 14.4                  | até 950                         | até 2048     | GDDR5 128-bit                      | 1000        | 64                      | PCIe 3.0 x16            | Dell Precision 3510 (por exemplo, Consumer R7 M465X DevID 682B) MXM-3-A, DirectX 12.0 (nível de recurso 11_1), OpenGL 4.6, OpenCL 2.0, Vulkan 1.0, TDP 35W                                              |
| FirePro W5170M (Tropo XT)       | 25-08-2014 | GCN 1st gen (28 nm) | 640:40:16 (10)   | até 925    | 36.0                  | 14.4                  | até 1180                        | até 2048     | GDDR5 128-bit                      | 1125        | 72                      | PCIe 3.0 x16            | Dell Precision 7510, Dell Precision 7710, HP ZBook 15 G3 (por exemplo, Consumer R9 M375X DevID 6820 REV 083) MXM-3-A, DirectX 12.0 (nível de recurso 11_1), OpenGL 4.6, OpenCL 2.0, Vulkan 1.0, TDP 45W |
| FirePro M6100 (Saturn XT GL)    | 16-10-2013 | GCN 2nd gen (28 nm) | 768: 48:16 (12)  | até 1100   | 51.6                  | 17.2                  | 1651.2                          | 2048         | GDDR5 128-bit                      | 1375/1500   | 88/96                   | PCIe 3.0 x16            | Dell Precision M6600 / M6800, HP Zbook 17 G2 |
| FirePro W6150M (Saturn XT GL)   | 12-11-2015 | GCN 2nd gen (28 nm) | 768:48:16 (12)   | 1075       | 51.6                  | 17.2                  | 1651                            | 4096         | GDDR5 128-bit                      | 1375        | 88                      | PCIe 3.0 x16            | HP Zbook 17 G3, MXM-3-B, OpenGL 4.6, OpenCL 2.0, TDP 100W |
| FirePro W6170M (Saturn XT GL)   | 25-08-2014 | GCN 2nd gen (28 nm) | 768:48:16 (12)   | 1075       | 51.6                  | 17.2                  | 1651                            | 4096         | GDDR5 128-bit                      | 1375        | 88                      | PCIe 3.0 x16            | HP ZBook 17 G2 |
| FirePro W7170M (Amethyst XT)    | 02-10-2015 | GCN 3rd gen (28 nm) | 2048:128:32 (32) | 723        | 92.5                  | 23.1                  | 2960                            | 4096         | GDDR5 256-bit                      | 1250        | 160                     | PCIe 3.0 x16            | Dell Precision 7710, MXM-3-B, DirectX 12.0 (nível de recurso 11_1), OpenGL 4.6, OpenCL 2.0, Vulkan 1.0, TDP 100W                                                                                        |

1. ↑  A taxa de preenchimento de textura é calculada como o número de Unidades de Mapeamento de Textura multiplicado pela velocidade do clock do núcleo base (ou de boost).
2. ↑  A taxa de preenchimento de pixels é calculada como o número de unidades de saída de renderização multiplicado pela velocidade do clock do núcleo base (ou de boost).
3. ↑  O desempenho de precisão é calculado a partir da velocidade do clock do núcleo base (ou de boost) com base em uma operação FMA.
4. ↑  Shaders Unificados: Unidades de Mapeamento de Textura: Unidades de Saída de Renderização

### Servidor

#### Série FireStream
| Modelo (Codinome)            | Data de lançamento     | Arquitetura e Fab | Interface de barramento | Stream processors | Clock      | Clock         | Memória      | Memória | Memória                     | Memória                 | Poder de processamento (GFLOPS) | Poder de processamento (GFLOPS) | TDP (Watts) |
| Modelo (Codinome)            | Data de lançamento     | Arquitetura e Fab | Interface de barramento | Stream processors | Core (MHz) | Memória (MHz) | Tamanho (GB) | Tipo    | Largura do barramento (bit) | Largura de banda (GB/s) | Single                          | Double                          | TDP (Watts) |
| ---------------------------- | ---------------------- | ----------------- | ----------------------- | ----------------- | ---------- | ------------- | ------------ | ------- | --------------------------- | ----------------------- | ------------------------------- | ------------------------------- | ----------- |
| Stream Processor (R580)      | 2006                   | R500 80 nm        |                         | 240               | 600        |               | 1024         | GDDR3   | 256                         | 83.2                    | 375                             | N/A                             | 165         |
| FireStream 9170 (RV670)      | 8 de novembro de 2007  | TeraScale 1 55 nm | PCIe 2.0 x16            | 320               | 800        | 800           | 2048         | GDDR3   | 256                         | 51.2                    | 512                             | 102.4                           | 105         |
| FireStream 9250 (RV770)      | 16 de junho de 2008    | TeraScale 1 55 nm | PCIe 2.0 x16            | 800               | 625        | 993           | 1024         | GDDR3   | 256                         | 63.6                    | 1000                            | 200                             | 150         |
| FireStream 9270 (RV770)      | 13 de novembro de 2008 | TeraScale 1 55 nm | PCIe 2.0 x16            | 800               | 750        | 850           | 2048         | GDDR5   | 256                         | 108.8                   | 1200                            | 240                             | 160         |
| FireStream 9350 (Cypress XT) | 23 de junho de 2010    | TeraScale 2 40 nm | PCIe 2.1 x16            | 1440              | 700        | 1000          | 2048         | GDDR5   | 256                         | 128                     | 2016                            | 403.2                           | 150         |
| FireStream 9370 (Cypress XT) | 23 de junho de 2010    | TeraScale 2 40 nm | PCIe 2.1 x16            | 1600              | 825        | 1150          | 4096         | GDDR5   | 256                         | 147.2                   | 2640                            | 528                             | 225         |

1. ↑  O desempenho de precisão é calculado a partir da velocidade do clock do núcleo base (ou de boost) com base em uma operação FMA.

#### Série FirePro Remote
| Modelo        | Lançamento              | Codinome                     | Fab (nm) | Interface de barramento | Taxa de clock | Taxa de clock | Core config1   | Taxa de preenchimento | Taxa de preenchimento | Memória      | Memória                 | Memória                          | Memória                     | Poder de processamento (GFLOPS) | Poder de processamento (GFLOPS) | Conformidade da API (versão) | Conformidade da API (versão) | Conformidade da API (versão) | TDP (Watts) | Notas                                                                          |
| Modelo        | Lançamento              | Codinome                     | Fab (nm) | Interface de barramento | Core (MHz)    | Memória (MHz) | Core config1   | Pixel (GP/s)          | Texture (GT/s)        | Tamanho (MB) | largura de banda (GB/s) | Tipo de barramento               | Largura do barramento (bit) | Single precision                | Double precision                | Direct3D                     | OpenGL                       | OpenCL                       | TDP (Watts) | Notas                                                                          |
| ------------- | ----------------------- | ---------------------------- | -------- | ----------------------- | ------------- | ------------- | -------------- | --------------------- | --------------------- | ------------ | ----------------------- | -------------------------------- | --------------------------- | ------------------------------- | ------------------------------- | ---------------------------- | ---------------------------- | ---------------------------- | ----------- | ------------------------------------------------------------------------------ |
| FirePro RG220 | Maio de 2010            | RV711                        | 55       | PCIe 2.0 ×16            | 500           | 800           | 80(16×5):8:4:1 | 2.0                   | 4.0                   | 512          | 12.8                    | GDDR3 para GPU, RDRAM para PCoIP | 64                          | 80                              | Não                             | 10.1                         | 3.3                          | 1.0                          | 35          | Duas portas Ethernet mais DMS-59 para saída dual DVI-D (sem saída de host VGA) |
| FirePro R5000 | 25 de fevereiro de 2013 | Pitcairn LE GL (GCN 1st gen) | 28       | PCIe 3.0 ×16            | 825           | 800           | 768:48:32:12   | 26.4                  | 39.6                  | 2048         | 102.4                   | GDDR5                            | 256                         | 1267.2                          | 79.2                            | 11.1                         | 4.5                          | 1.2                          | <150        | Duas portas Ethernet mais 2× Mini DisplayPort com Tera2 PCoIP                  |

1 Shaders unificados: Texture mapping units: Render output units: compute units

2 TA taxa efetiva de transferência de dados do GDDR5 é o quádruplo do seu clock nominal, em vez do dobro como acontece com outras memórias DDR.

#### Série FirePro Server (S000x/Sxx 000)
- Vulkan 1.0 e OpenGL 4.5 possíveis para GCN com atualização de driver FirePro igual a Radeon Crimson 16.3 ou superior.[47] OpenGL 4.5 estava disponível apenas no Windows.[48] O driver Linux atual suporta OpenGL 4.5 e Vulkan 1.0, mas apenas OpenCL 1.2 pelo driver AMDGPU 16.60.[61]
- Vulkan 1.1 possível para GCN com Radeon Pro Software 18.Q1.1 ou superior. Pode não se aplicar totalmente a GPUs GCN 1.0 ou 1.1.[49]

| Modelo                 | Lançamento             | Microarquitetura | Codinome                  | Fab (nm) | Interface de barramento | Taxa de clock | Taxa de clock | Core config1      | Taxa de preenchimento | Taxa de preenchimento | Memória       | Memória                 | Memória            | Memória                     | Processing power (GFLOPS) | Processing power (GFLOPS) | Conformidade da API (versão) | Conformidade da API (versão) | Conformidade da API (versão) | Conformidade da API (versão) | TDP (Watts) | Notas                                                                         |
| Modelo                 | Lançamento             | Microarquitetura | Codinome                  | Fab (nm) | Interface de barramento | Core (MHz)    | Memória (MHz) | Core config1      | Pixel (GP/s)          | Texture (GT/s)        | Tamanho (GiB) | largura de banda (GB/s) | Tipo de barramento | largura do barramento (bit) | Single precision          | Double precision          | DirectX                      | OpenGL                       | OpenCL                       | Vulkan                       | TDP (Watts) | Notas                                                                         |
| ---------------------- | ---------------------- | ---------------- | ------------------------- | -------- | ----------------------- | ------------- | ------------- | ----------------- | --------------------- | --------------------- | ------------- | ----------------------- | ------------------ | --------------------------- | ------------------------- | ------------------------- | ---------------------------- | ---------------------------- | ---------------------------- | ---------------------------- | ----------- | ----------------------------------------------------------------------------- |
| FirePro S4000x         | 7 de agosto de 2014    | GCN 1st gen      | Venus XT                  | 28       | PCIe 3.0 x16            | 950           | 1200          | 640:40:16:10      | 11.6                  | 29                    | 2             | 72                      | GDDR5              | 256                         | 992                       | 62                        | 11.1 12.0                    | 4.5                          | 1.2                          | 1.0                          | <45         | Fator de forma MXM tipo A, sem saídas de exibição físicas                     |
| FirePro S7000          | 27 de agosto de 2012   | GCN 1st gen      | Pitcairn XT               | 28       | PCIe 3.0 x16            | 950           | 1200          | 1280:80:32:20     | 30.4                  | 76                    | 4             | 153.6                   | GDDR5              | 256                         | 2432                      | 152                       | 11.1 12.0                    | 4.5                          | 1.2                          | 1.0                          | <150        | 1× DP                                                                         |
| FirePro S7100X         | 25 de maio de 2016     | GCN 3rd gen      | Amethyst XT               | 28       | PCIe 3.0 x16            | 723           | 1050          | 2048:128:32:32    | 23.14                 | 92.5                  | 8             | 160                     | GDDR5              | 256                         | 2961                      | TBA                       | 11.2 12.0                    | 4.5                          | 2.0                          | 1.1                          | 100         | Para servidores blade, MXM Module 3.1                                         |
| FirePro S7150          | 1 de fevereiro de 2016 | GCN 3rd gen      | Tonga PRO GL              | 28       | PCIe 3.0 x16            | 1050          | 1250          | 1792:112:32:28    | 33.6                  | 117.6                 | 8             | 160                     | GDDR5              | 256                         | 3763                      | 250                       | 11.2 12.0                    | 4.5                          | 2.0                          | 1.1                          | 150         | RAM ECC, dois Slots                                                           |
| FirePro S7150 X2       | 1 de fevereiro de 2016 | GCN 3rd gen      | 2× Tonga PRO GL           | 28       | PCIe 3.0 x16            | 1050          | 1250          | 2× 1792:112:32:28 | 33.6                  | 117.6                 | 16            | 2× 160                  | GDDR5              | 256                         | 7540                      | 500                       | 11.2 12.0                    | 4.5                          | 2.0                          | 1.1                          | 265         | RAM ECC, sem saídas e vídeo físicas                                           |
| FirePro S9000          | 27 de agosto de 2012   | GCN 1st gen      | Tahiti PRO GL             | 28       | PCIe 3.0 x16            | 900           | 1375          | 1792:112:32:28    | 28.8                  | 100.8                 | 6             | 264                     | GDDR5              | 384                         | 3225.6                    | 806.4                     | 11.1 12.0                    | 4.5                          | 1.2                          | 1.0                          | <225        | ECC RAM, 1× DisplayPort                                                       |
| FirePro S9050          | 6 de agosto de 2014    | GCN 1st gen      | Tahiti PRO GL             | 28       | PCIe 3.0 x16            | 900           | 1375          | 1792:112:32:28    | 28.8                  | 100.8                 | 12            | 264                     | GDDR5              | 384                         | 3225.6                    | 806.4                     | 11.1 12.0                    | 4.5                          | 1.2                          | 1.0                          | <225        | ECC RAM, 1× DisplayPort                                                       |
| FirePro S9100          | 2 de outubro de 2014   | GCN 2nd gen      | Hawaii Pro GL             | 28       | PCIe 3.0 x16            | 824           | 1250          | 2560:160:64:40    | 52.74                 | 131.8                 | 12            | 320                     | GDDR5              | 512                         | 4219                      | 2109                      | 11.1 12.0                    | 4.5                          | 2.0                          | 1.0                          | <225        | RAM ECC, sem saída de vídeo físicas                                           |
| FirePro S9150          | 6 de agosto de 2014    | GCN 2nd gen      | Hawaii XT GL              | 28       | PCIe 3.0 x16            | 900           | 1250          | 2816:176:64:44    | 57.6                  | 158.4                 | 16            | 320                     | GDDR5              | 512                         | 5070                      | 2530                      | 11.2 12.0                    | 4.5                          | 2.0                          | 1.0                          | <235        | RAM ECC, sem saída de vídeo físicas                                           |
| FirePro S9170          | 8 de julho de 2015     | GCN 2nd gen      | Grenada XT GL             | 28       | PCIe 3.0 x16            | 930           | 1375          | 2816:176:64:44    | 59.52                 | 163.68                | 32            | 320                     | GDDR5              | 512                         | 5240                      | 2620                      | 11.2 12.0                    | 4.5                          | 2.0                          | 1.0                          | <275        | RAM ECC, precisão dupla de transferência total, sem saídas de exibição física |
| FirePro S9300 x2       | 31 de março de 2016    | GCN 3rd gen      | 2× Capsaicin XT           | 28       | PCIe 3.0 x16            | 850           | 2× 500        | 2× 4096:256:64:64 | 54.4                  | 217.6                 | 2× 4          | 2× 512                  | HBM                | 2× 4096                     | 13900                     | 868                       | 11.2 12.0                    | 4.5                          | 2.0                          | 1.1                          | 300         | RAM não-ECC, suporte de meia precisão (FP16), sem saídas de vídeo físicas     |
| FirePro S10000         | 12 de novembro de 2012 | GCN 1st gen      | 2× Zaphod (Tahiti Pro GL) | 28       | PCIe 3.0 x16            | 825           | 1250          | 2× 1792:112:32:28 | 52.8                  | 184.8                 | 2× 3          | 2× 240                  | GDDR5              | 384                         | 5913.6                    | 1478.4                    | 11.1 12.0                    | 4.5                          | 1.2                          | 1.0                          | <375        | ECC RAM, 4x DP, 1x DVI-I                                                      |
| FirePro S10000 passive | 12 de novembro de 2012 | GCN 1st gen      | 2× Tahiti PRO GL          | 28       | PCIe 3.0 x16            | 825           | 1250          | 2× 1792:112:32:28 | 52.8                  | 184.8                 | 2× 3          | 2× 240                  | GDDR5              | 384                         | 5913.6                    | 1478.4                    | 11.1 12.0                    | 4.5                          | 1.2                          | 1.0                          | <375        | ECC RAM, 1x Mini DP, 1x DVI-I                                                 |

1 Shaders unificados: Texture mapping units: Render output units: Compute units

2 A taxa efetiva de transferência de dados do GDDR5 é o quádruplo do seu clock nominal, em vez do dobro como acontece com outras memórias DDR.

3 OpenGL 4.4: suporte com o driver AMD FirePro versão 14.301.000 ou posterior, nas notas de rodapé das especificações

#### Série Radeon Sky
| Modelo         | Lançamento    | Codinome      | Fab (nm) | Interface de barramento | Taxa de clock | Taxa de clock | Core config1      | Taxa de preenchimento | Taxa de preenchimento | Memória       | Memória                 | Memória            | Memória                     | Poder de processamento (GFLOPS) | Poder de processamento (GFLOPS) | Conformidade da API (versão) | Conformidade da API (versão) | Conformidade da API (versão) | Conformidade da API (versão) | TDP (Watts) | Notas                         |
| Modelo         | Lançamento    | Codinome      | Fab (nm) | Interface de barramento | Core (MHz)    | Memória (MHz) | Core config1      | Pixel (GP/s)          | Texture (GT/s)        | Tamanho (GiB) | Largura de banda (GB/s) | Tipo de barramento | Largura do barramento (bit) | Single precision                | Double precision                | Direct3D                     | OpenGL                       | OpenCL                       | Vulkan                       | TDP (Watts) | Notas                         |
| -------------- | ------------- | ------------- | -------- | ----------------------- | ------------- | ------------- | ----------------- | --------------------- | --------------------- | ------------- | ----------------------- | ------------------ | --------------------------- | ------------------------------- | ------------------------------- | ---------------------------- | ---------------------------- | ---------------------------- | ---------------------------- | ----------- | ----------------------------- |
| Radeon Sky 500 | Abril de 2013 | Pitcairn XT   | 28       | PCIe 3.0 x16            | 950           | 1200          | 1280:80:32:20     | 30.4                  | 76                    | 4             | 153.6                   | GDDR5              | 256                         | 2432                            | 152                             | 12.0                         | 4.5                          | 1.2                          | ?                            | 150         | Um DisplayPort                |
| Radeon Sky 700 | Abril de 2013 | Tahiti PRO    | 28       | PCIe 3.0 x16            | 900           | 1375          | 1792:112:32:28    | 28.8                  | 100.8                 | 6             | 264                     | GDDR5              | 384                         | 3225.6                          | 806.4                           | 12.0                         | 4.5                          | 1.2                          | ?                            | 225         | Um DisplayPort                |
| Radeon Sky 900 | Abril de 2013 | 2× Tahiti PRO | 28       | PCIe 3.0 x16            | 825 950       | 1250          | 2× 1792:112:32:28 | 52.8                  | 184.8                 | 2× 3          | 2× 240                  | GDDR5              | 2x 384                      | 5913.6                          | 1478.4                          | 12.0                         | 4.5                          | 1.2                          | ?                            | 300         | 4× Mini DisplayPort, 1× DVI-I |

1 Shaders unificados: Vertex shaders: Texture mapping units: Render output units: compute units

2 A taxa efetiva de transferência de dados do GDDR5 é o quádruplo do seu clock nominal, em vez do dobro como acontece com outras memórias DDR.